# Thea von Harbou
Thea Gabriele von Harbou (Tauperlitz, Döhlau (hoy Baviera); 27 de diciembre de 1888-Berlín, 1 de julio de 1954) fue una guionista cinematográfica, actriz y escritora alemana. Se la conoce especialmente como la guionista de la película de ciencia ficción clásica Metrópolis y la historia en la que se basaba. Harbou colaboró como guionista del director Fritz Lang, su esposo, durante el período de transición del cine mudo al sonoro.

## Biografía

### Primeros años, familia y educación
Thea von Harbou nació en Tauperlitz, Baviera, en 1888, en una familia de la nobleza menor y funcionarios del gobierno, lo que le daría un nivel de vida cómodo y sofisticado. De niña fue educada en un convento por tutores privados que le enseñaron varios idiomas, así como el piano y el violín. Fue una niña prodigio.
Sus primeras obras, una historia corta publicada en una revista y un volumen de poemas publicado privadamente, se centraba en percepciones de arte, temas considerados poco habituales en una niña de trece años. En 1905 publicó su primera novela. A pesar de su infancia privilegiada, Harbou quería ganarse la vida por sí misma, lo que le llevó a convertirse en actriz a pesar de la oposición de su padre. En 1906 debutó como actriz en Düsseldorf.

### De novelista a guionista
Después de su debut en 1906, en Aquisgrán conoció a su primer marido, el actor y director Rudolf Klein-Rogge (1885-1955) con quien estuvo casada entre 1914 y 1920. En el año 1917, ella y Klein-Rogge se trasladaron a Berlín donde Harbou se dedicó a construir una carrera como escritora. Le atraía escribir mitos épicos y leyendas con un tono abiertamente nacionalista. Según estima un historiador, «sus novelas se hicieron patrióticas y elevaban la moral, instando a las mujeres al sacrificio y el deber al tiempo que promovían la eterna gloria de la madre patria».
Su primera interacción estrecha con el cine vino cuando el director alemán Joe May decidió adaptar una pieza suya de ficción, Die heilige Simplizia. Desde ese momento en adelante, «[s]u producción de ficción se ralentizó. En poco tiempo se convertiría en una de las más célebres guionistas alemanas, no solo por su colaboración con Fritz Lang, sino también por escribir guiones para directores como F. W. Murnau, Carl Dreyer, E. A. Dupont, y otras luminarias alemanas».
Su hermano, Horst von Harbou, fue a trabajar para la UFA como fotógrafo y terminó trabajando estrechamente con Thea y Fritz Lang en muchas de sus más famosas producciones.
Entre 1922 y 1933 fue esposa del director cinematográfico Fritz Lang, con el que colaboró y escribió muchos de los guiones de sus películas.

### Colaboración con Fritz Lang
La primera colaboración de Thea von Harbou con Fritz Lang estuvo marcada por el interés mutuo en la exótica India. Mientras Harbou trabajaba en una adaptación de su novela de 1918 Das indische Grabmal (La tumba india), Joe May encargó a Lang que la ayudara a escribir el guion y resolver los detalles de la producción. Ensalzando las habilidades de Thea, Erich Kettelhut recordaba, «No solo la apreciaban mucho sus colegas, pero también como una fuerza creativa, tan altamente motivada como eficiente, como su esposo. Su encantadora personalidad fue crucial para el equipo profesional. La habilidad de Harbou de llegar a la gente y llegar a compromisos en las peores situaciones fue un recurso vital».
Harbou y Lang comenzaron un affair por esta época, y ella se divorció de Klein-Rogge en 1920. Después del éxito de Dr. Mabuse, der Spieler-Ein Bild der Zeit (El Dr. Mabuse) y la muerte de la primera esposa de Lang, se casaron en 1922. Emprendieron el trabajo en un guion que reflejaba su orgullo por la herencia alemana, Die Nibelungen, que acrecentó  la reputación de Harbou como escritora para la pantalla. Fue conocida por la costumbre de lucir siempre el mismo vestido a lo largo del rodaje, incluso cuando cocinaba comidas calientes para el equipo por la noche. En esta época de pobreza en la Alemania de los años veinte, Harbou intervino activamente en adquirir comida para su equipo, como recordaba un amigo, «Era capaz incluso de convencer a la UFA para que asumiera los costes de manera que el equipo pudiera tener sus comidas gratis... Allí estaba ella, en el suelo irregular de esa cabaña con corrientes de aire durante horas y no le importaba pelar patatas o limpiar hortalizas con las otras mujeres. Así era el espíritu de sacrificio».
Harbou a menudo desarrolló sus guiones como novelas, para ser publicadas al tiempo del lanzamiento de la película, aunque no pasó así con Metrópolis (1927), una de sus obras más famosas. Harbou tuvo un papel destacado en la producción de Metrópolis, y esta película épica se convirtió no solo en una de las películas más conocidas de Fritz Lang, sino también una de las más significativas en la historia del cine alemán. Además de escribir la novela y el guion , y desarrollar el final claramente moral de Metrópolis, descubrió a Gustav Fröhlich, que interpretó el papel principal de Freder Fredersen.
Su siguiente gran producción con Lang fue M, el vampiro de Düsseldorf (1931), una película sobre un asesino de niñas. Fue escrita con escrupulosa atención a la exactitud. Lang y von Harbou quedaron fascinados por la cobertura en las noticias sobre Peter Kürten, conocido como el monstruo de Düsseldorf, a finales de los años veinte. Utilizó artículos de periódico para desarrollar el guion  y "«mantuvo relaciones regulares con el cuartel general de la policía en Alexanderplatz y se le permitió acceder a las comunicaciones y publicaciones secretas de la fuerza de Berlín». Recordando el guion, la secretaria de Harbou, Hilde Guttmann, dijo más tarde, «yo había visto muchos otros manuscritos para el cine, pero nunca uno que pudiera compararse con el de M. Juntaron dos cintas de máquina de escribir para darnos tres colores: una negra y roja, y la otra azul. Los movimientos de la cámara y la acción estaban escritas en negro, el diálogo en azul, y el sonido, donde estaba sincronizado, estaba en rojo». Harbou no recibió ningún reconocimiento como escritora de M.
También se implicó en política, uniéndose a la campaña contra el párrafo 218 de Alemania, que convertiría el aborto en delito. En un mitin de masas en 1931, dijo:

Nuestro principal objetivo es encontrar una nueva forma de impedir el embarazo y hacer que todo este párrafo 218 sea innecesario. De forma inmediata, sin embargo, el párrafo debe ser desestimado, porque las mujeres ya no lo reconocen moralmente. Ya no es una ley. Necesitamos un nuevo código sexual porque el antiguo fue creado por los hombres, y ningún hombre está en posición de entender la agonía de una mujer que está embarazada de un hijo al que sabe que no va a poder mantener. Esta ley deriva de la psicología masculina, que obliga a una mujer a tener un hijo, crea, incluso si no deliberadamente, inferioridad constitucional de las mujeres en relación con los hombres que sirve como un bastión contra la actividad de las mujeres en la vida política y económica.

En 1932, von Harbou se unió al Partido Nazi.

### Divorcio
Poco después de que Harbou se casara con Lang, este comenzó a perseguir abiertamente a mujeres más jóvenes, pero aun así se presentaban ante todo el mundo como una familia feliz con un hogar satisfecho que habría parecido un pequeño museo de arte exótico para el ciudadano común. Los visitantes recordaban a Harbou encargándose de todas las responsabilidades domésticas y sociales, manteniendo a Lang y al equipo bien alimentados durante las largas reuniones de producción. Luego, durante la producción de Das Testament des Dr. Mabuse, Lang descubrió a Harbou en la cama con Ayi Tendulkar, un periodista y estudiante indio 17 años más joven que ella.
Lang y Harbou se divorciaron en 1933 pese a estar separados desde 1931 debido a la relación de Lang con la actriz Gerda Maurus. Después de que el divorcio de Lang y Harbou fuera definitivo el 20 de abril de 1933, la pareja poco a poco perdió el contacto. Poco después del divorcio, Harbou y Ayi Tendulkar contrajeron matrimonio secreto, porque el estado nazi no permitía que alguien de su categoría pública se casara con un indio de piel morena.

### Bajo el régimen nazi
Lang, opositor al nazismo, emigró a América después de que el régimen prohibió El testamento del Dr. Mabuse. Con el ascenso de Adolf Hitler al poder en 1933, la industria cinematográfica alemana se vio influida por la ideología basada en la propaganda. Harbou permaneció leal al nuevo régimen. 
En 1934, un año después de que el partido nazi subiera al poder, por su propia iniciativa Harbou escribió y dirigió dos películas, Hanneles Himmelfahrt y Elisabeth und der Narr. Sin embargo, no encontró satisfactoria la experiencia de dirigir y siguió siendo una prolífica guionista durante esta época. En 1937 escribió el guion de Der Herrscher dirigida por Veit Harlan con Emil Jannings, de total apoyo al régimen.
Cuando estalló la guerra en 1939, su marido se vio obligado a abandonar Alemania y su matrimonio llegó a su fin. Con la bendición de von Harbou, Tendulkar cortejó y más tarde se casó con una mujer india, que la visitaría después de la guerra (en 1953).

### Vida tras la Segunda Guerra Mundial

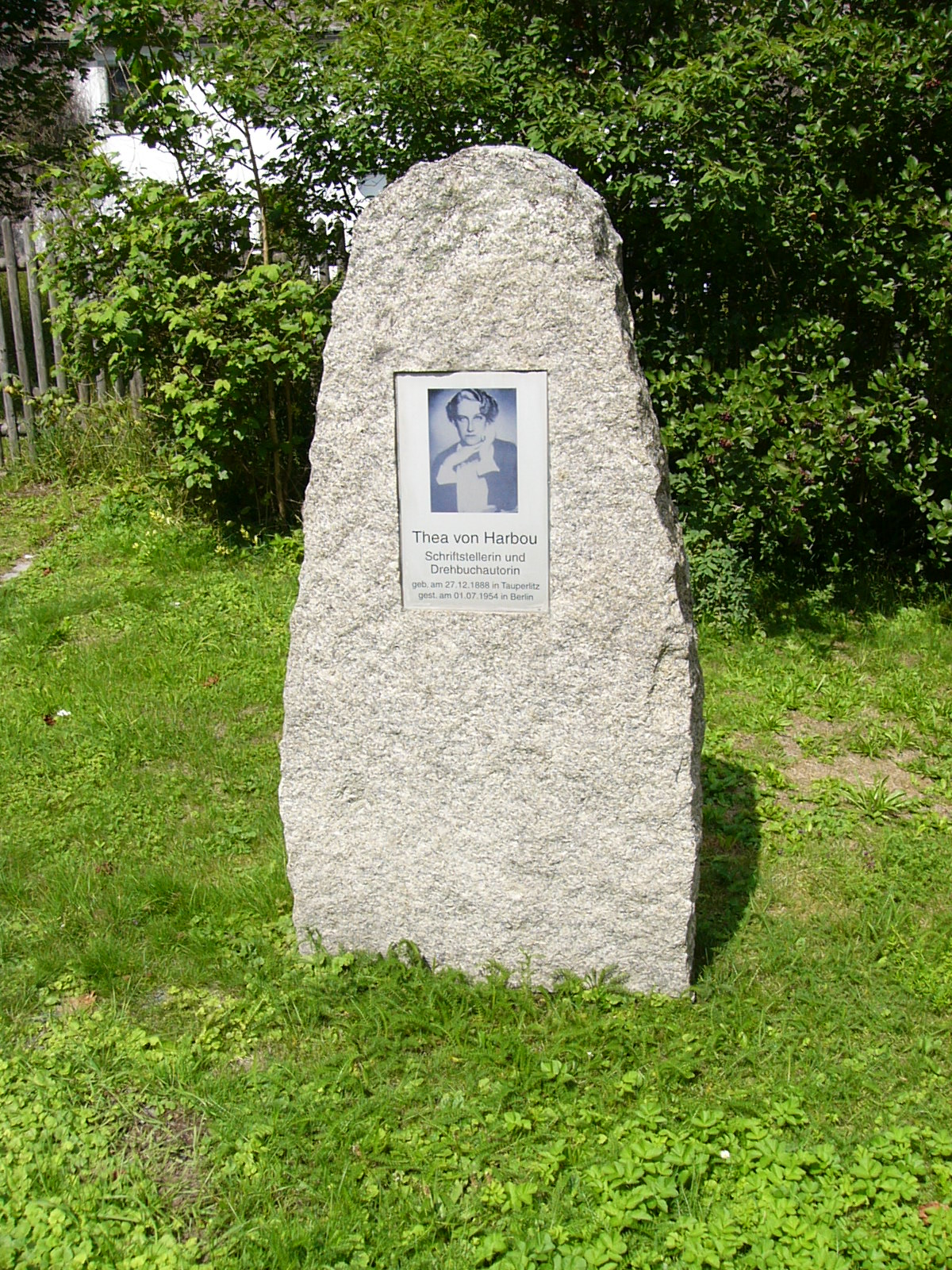
Un monumento en su ciudad natal de Tauperlitz.

Al final de la Segunda Guerra Mundial, pasó en prisión un breve periodo. Estuvo de julio a octubre de 1945 en Staumühle, un campo de prisioneros británico. Aunque muchos pretenden que tenía hondas simpatías nazis, Harbou decía que solo se unió al partido nazi para ayudar a los inmigrantes indios en Alemania, como su marido. En prisión, dirigió una representación de Fausto y cuando fue liberada, trabajó como Trümmerfrau («mujeres de los escombros») en 1945 y 1946.
Volvió a la industria cinematográfica, trabajando en la sincronización de películas extranjeras.
Sin embargo, no alcanzó su éxito anterior y su carrera terminó en los primeros años 50.

### Muerte
Hacia el final de la vida de Harbou, el dolor de la presión alta, las migrañas y la neuralgia la debilitaron, aunque siguió escribiendo o dictando desde la cama.
En 1954 se proyectó en Berlín su película Der müde Tod de 1921 en su homenaje; al salir del cine resbaló y la caída le provocó una lesión de cadera. El 1 de julio de 1954 murió en el hospital a los sesenta y cinco años de edad.
Varios años después de su muerte, Lang dirigió la película La tumba india, basada en una de las novelas de Harbou.

## Filmografía (parcial)

### Como guionista
- El testamento del Dr. Mabuse - 1933
- M, el vampiro de Düsseldorf - 1931
- La mujer en la luna (1929)
- Fausto (1926)
- Metrópolis -  1927
- Los nibelungos (La muerte de Sigfrido) - 1924
- Los nibelungos (La venganza de Krimilda) - (1924)
- Dr. Mabuse, der Spieler-Ein Bild der Zeit  1922
- Las tres luces (1921)